# Heinz Krieb
Heinz Krieb (* 13. Dezember 1956) ist ein Brigadegeneral des Heeres der Bundeswehr außer Dienst. In seiner letzten Verwendung war er vom 1. Oktober 2019 bis zum 1. April 2021 Leiter des Arbeitsbereichs Militärpolitik bei der Ständigen Vertretung der Bundesrepublik Deutschland bei der Europäischen Union in Brüssel (Belgien).

## Militärische Laufbahn

### Ausbildung und erste Verwendungen
Krieb trat 1975 als Wehrpflichtiger in die Bundeswehr ein und absolvierte die Ausbildung zum Offizier der Panzertruppe. Er studierte Erziehungswissenschaften an der Universität der Bundeswehr in Muenchen und schloss dieses Studium 1981 als Diplompädagoge ab. Es folgten Verwendungen als Zugführer und Kompaniechef in der Panzertruppe. Von 1988 bis 1990 nahm er am Generalstabslehrgang an der Führungsakademie der Bundeswehr in Hamburg teil. 

### Dienst als Stabsoffizier
Von Oktober 1990 bis November 1993 waren Kriebs erste Verwendungen als Stabsoffizier zuerst als Stabsoffizier G3 Operationsführung und später G4 Logistik in der Panzerbrigade 14 im hessischen Neustadt. Von November 1993 bis November 1996 war Krieb Stabsoffizier G3 in der Abteilung Planung beim Allied Joint Force Command Brunssum der NATO. Ab November 1996 führte Krieb das Panzerbataillon 413 in Torgelow als Kommandeur. Es folgte von November 1998 bis April 2002 eine Verwendung als stellvertretender Referatsleiter FueZBw LF / Fue S V 1 NATO, EU und UNse im Bundesministerium der Verteidigung. Nach Beförderung zum Oberst im April 2002 war Krieb G3 der Multinational Division Central in Rheindahlen und von November 2002 bis September 2004 G 3 beim Heeresamt in Koeln. Es folgten Verwendungen als Referatsleiter (Dezember 2004 bis Januar 2007) und stellvertretender Stabsabteilungsleiter in der Stabsabteilung Führung Streitkräfte V (Einsatz Bundeswehr) im Führungsstab der Streitkräfte in Bonn. Von Juni 2008 bis April 2009 nahm Krieb am Senior Course am NATO Defence College in Rom teil. Es folgte von April 2009 bis November 2012 eine Verwendung als Referatsleiter Fue S/Z und Leiter des Arbeitsbereiches Zentrale Aufgaben beim Generalinspekteur der Bundeswehr. Von November 2012 bis August 2014 war Krieb Abteilungsleiter Militärpolitik EU der deutschen militärischen Vertretung beim Militärausschuss von NATO und EU in Brüssel. 

### Dienst als General
Seit 1. August 2014 war Krieb, unter Ernennung zum Brigadegeneral, Direktor des Concepts and Capabilities Directorate im Militärstab der Europäischen Union. Zum 1. Oktober 2019 wurde Krieb, als Nachfolger von Flottillenadmiral Jürgen Ehle, Leiter des Arbeitsbereichs Militärpolitik bei der Ständigen Vertretung der Bundesrepublik Deutschland bei der Europäischen Union in Brüssel. Zum 1. April 2021 trat Krieb nach 46 Dienstjahren in den Ruhestand. Sein Nachfolger als Leiter des Arbeitsbereichs Militärpolitik wurde Flottillenadmiral (TR) Jens Beckmann.

### Auslandseinsätze
- September bis November 2004 ISAF: Kommandeur Provincial Reconstruction Team Kunduz, Afghanistan

## Privates
Krieb ist verheiratet und hat zwei Kinder.